# 전칠홍
전칠홍(田七洪, Chill-Hong Chun, 1915년 12월 16일 ~ 1972년  4월 25일)은 대한민국의 개신교 장로교 목회자이다.  평양신학교를 졸업하고 고려신학교 설립초기에 참여하였고, 학생신앙운동(SFC 고신교단 학생신앙운동)에서 강사로 활동하였고
 대구 서산교회(현 달서교회), 대구 성밖교회(현 서교회), 서울 중앙교회와 서울 숭신교회와 같은 여러 교회를 개척한 정통 개혁교회의 목회자이다.

## 생애

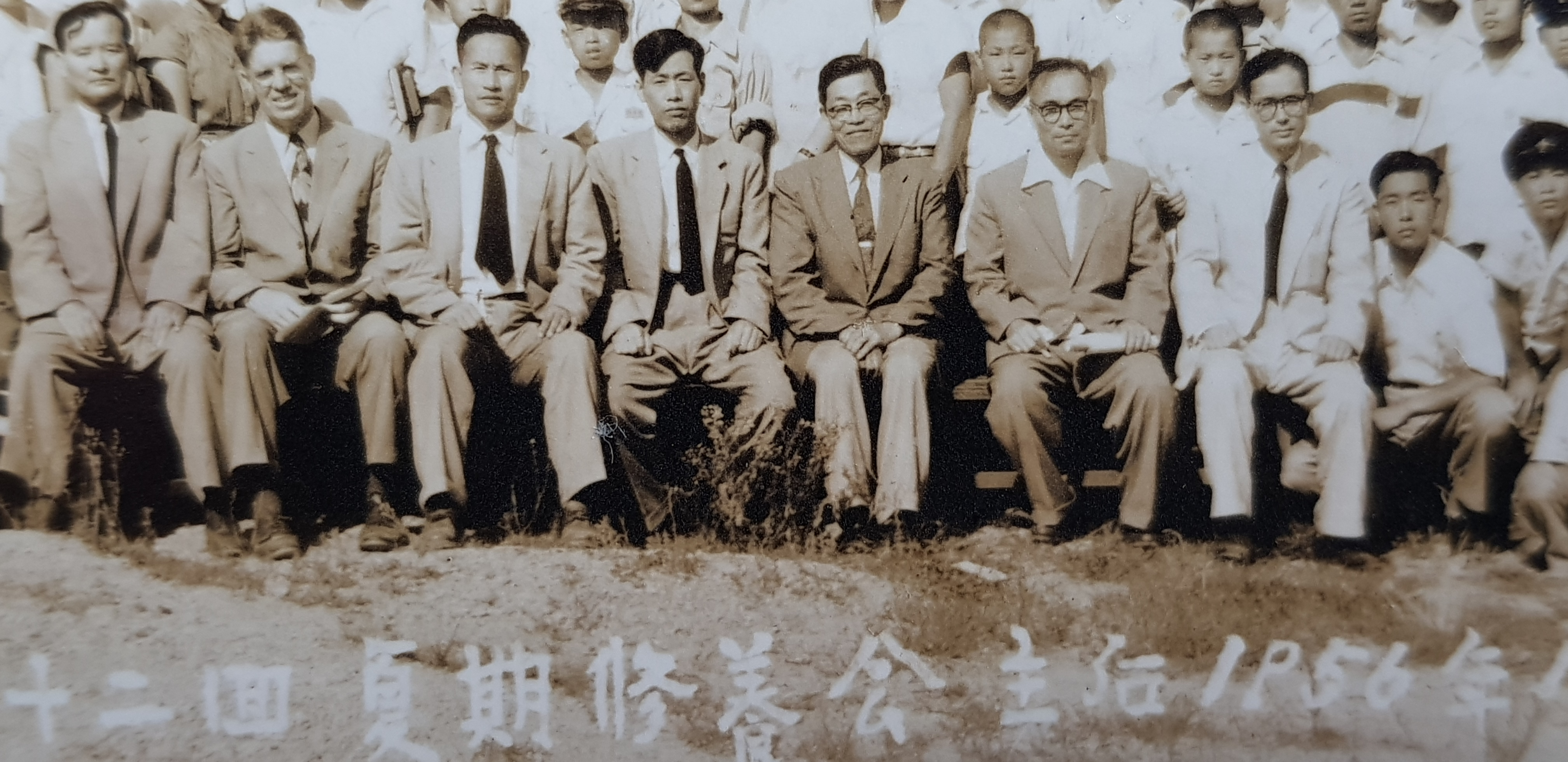
고려신학교 교수들, 좌로부터 한상동, 한부선, 박윤선, 전칠홍, 박손혁 (1956년)

전칠홍 목사는 평북 선천에서 1915년 12월 16일 고향이 선천군 심천면 마천동에서 출생하였다. 평북 의주 농업학교를 1등으로 졸업하였다. 조선은 독립해야한다고 혈서로 썼다가 잡혀서 감옥에 갇혔다가 15리 이내에 살아야한다는 판결 받았다. 그러던 중 교사 자격증 시험에 합격하여 10리에 있는 평북 승지동 기독교 학교에서 가르치다가 그곳에서 목회자의 길을 가게되었다. 그때 그는 승지동의 유지이며 거부인 김의백의 맏딸 김명옥과 결혼하였고 5남 2녀를 두었다. 당시 김의백은 승지동에 최신식 교회당을 건립하였는데 길 건너 자신의 집에서 주일날 예배후에 교인들과 함께 국수를 먹으면서 교제를 하였고 많은 어려운 사람들을 도와주었다. 그 때 지은 교회당은 지금도 북한의 기관건물로 사용되고 있다. 전칠홍은 그후 길선주 목사의 추천으로 평양신학교를 다니면서 선천 남교회에서 사역하였다. 장인인 김의백은 맏 사위를 만나려 막내 아들인 김병철 (기업인)을 대동하여 직접 평양신학교를 방문하여 그의 신앙과 사랑을 보여주었다.
3년동안 학우회 회장을 할 때 신학교 교장으로부터 "신사참배는 우상숭배가 아니라 국가의식이다"라고 주장하는 교장 밑에서는 배울것이 없다해서 신학교를 그만두고, 해방후 다시 신학교에 가서 졸업하고 목사안수를 받았다. 철산군 신곡교회 전도사로 사역하다가 신학교를 마치고 목사가 되었다. 전도사 시절 사역한 교회들은 정주 마름매 교회, 선천 백현동 교회, 승지동 교회, 닭모리 교천 교회, 승지동 교회, 마지막으로 철산군 신곡교회에서 사역한 후에 신학교를 마치고 목사가 되었다. 황해도 사리원 미곡교회에서 사역하다가 이남으로 왔다. 남한에서 대구 서문교회에서 부목사를 하였다. 후에 서산교회, 성밖교회, 서울 중앙교회, 그리고 마지막으로 숭신교회을 개척하였다. 후에 칼빈 고등성경학교 교장을 역임하였다. 서울 충현교회 당회장도 잠시하였다. 서울중앙교회에서 재직시에 대법관인 사광욱 장로와  산업은행 이사인 현호택 장로가 출석하였다. 1970년에 1년 미국을 방문하는 동안 필라델피아에서 개혁교회을 개척하였고, 그리고 한국에 돌아와서 서울 강남에 있는 숭신교회(합신교단)에서 목회하던 중 1972년 4월 25일 소천하였다. 박윤선 목사와 이인재목사 이학인 목사등과 함께 한국교회의 개혁주의 교회를 확장하는데 큰 공헌을 하였다. 숭신교회의 노윤석 목사 그리고 석광교회 원로목사인 김재완 목사, 그리고 서운갑 목사와 같은 목회자들에게 큰 영향을 주었다.

## 반 고소운동
고려파 총회의 제 20회 경기노회가 반 고소운동을 전개하자 총회에서 행정보류를 하자 경기노회 소속의 노회장 전칠홍 목사, 고흥봉 목사, 최훈 목사, 김창인 목사, 이병규 목사가 고신을 떠나게 되었다.

## 약력
- 1947.10 대한 예수교장로회 목사장립
- 1948. 7 대구 서문교회 부목사
- 1950. 1.1 대구 달서교회(과거명 서산교회)[5]
- 1951. 10. 28 대구서교회 설립[6]
- 1953. 8.2 서울중앙교회 개척
- 1954. 11 대한 예수교장로회 경기노회 노회장
- 1956. 5 칼빈 고등성경학교 교장
- 1956.8.16- 1957,9.7 서울 충현교회 5대 담임겸임(서울 중앙교회)
- 1957. 02. 08 서울중앙교회 사임
- 1957. 3 서울 숭신교회 창립
- 1962. 4 대한 예수교장로회 경기노회 노회장
- 1965. 4 대한 예수교 장로회 서울노회장

### 번역서
- 아침저녁설교와 명상- 새벽기도회와 가정예배를 위한 C.H.스펄전 목사(백합출판사:1974)

## 관련인물과 교회 사진들

traditional
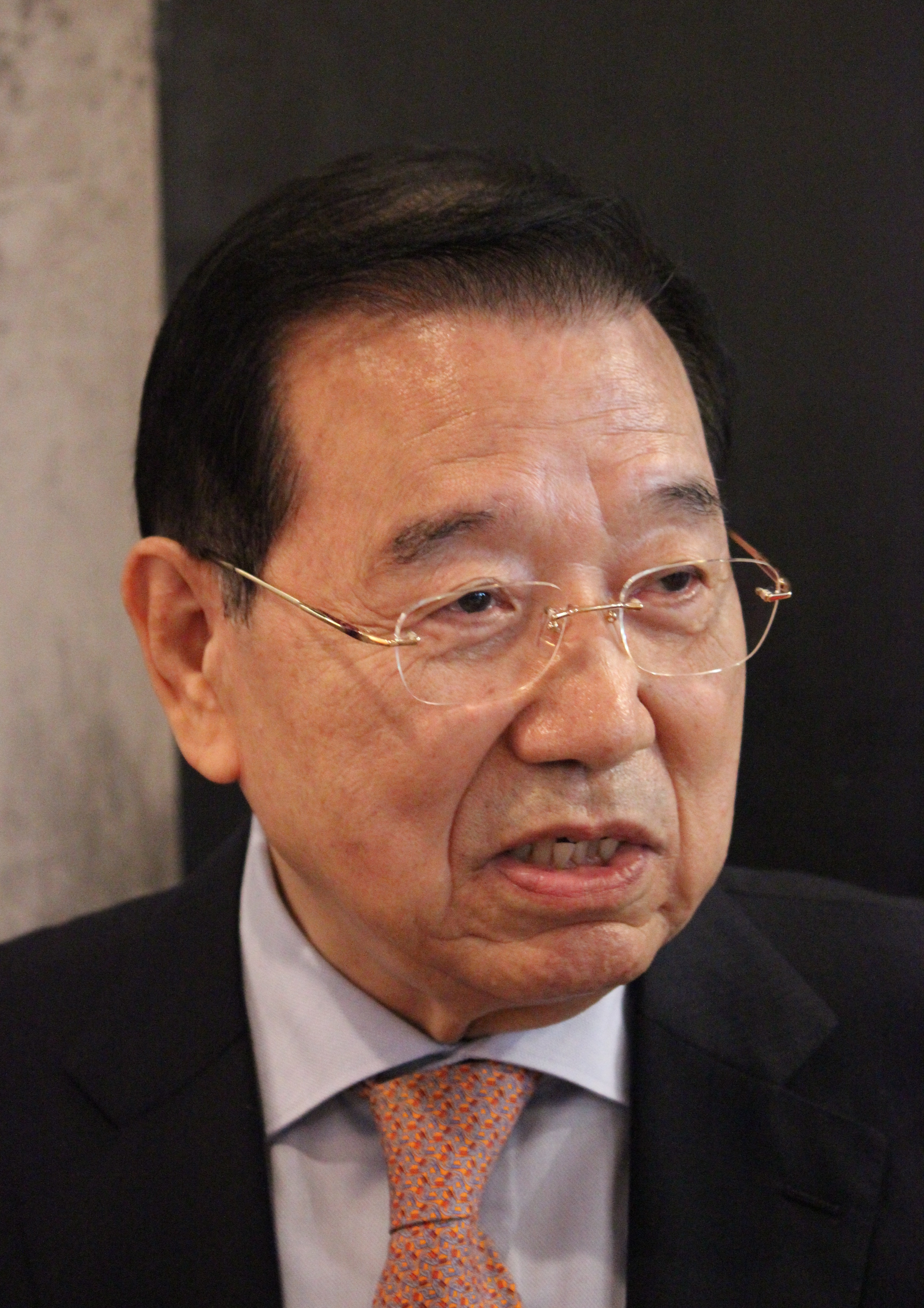
대학광학 회장이며 기업인 매제인 김병철 회장은 교회당 건립시 큰 도움을 주었다.
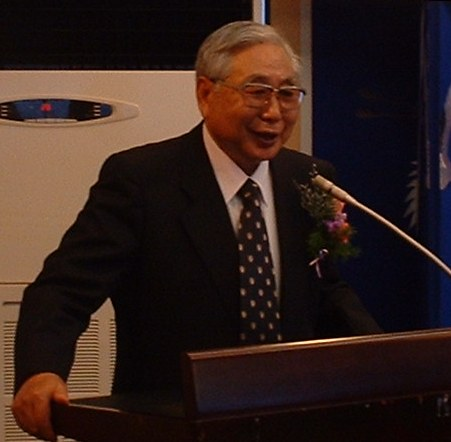
동서인 숭신교회 노윤석 목사
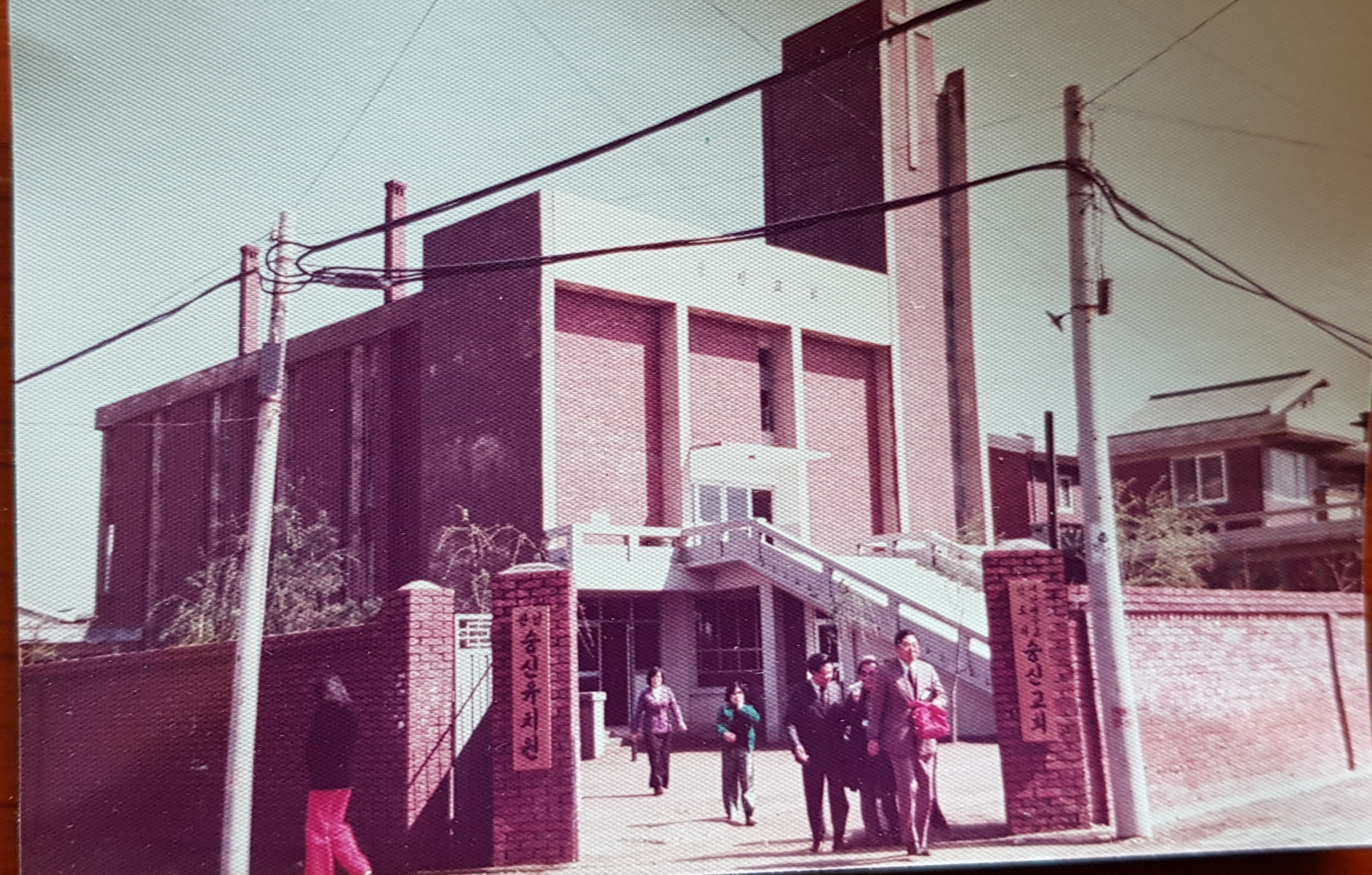
창립한 서울 숭신교회
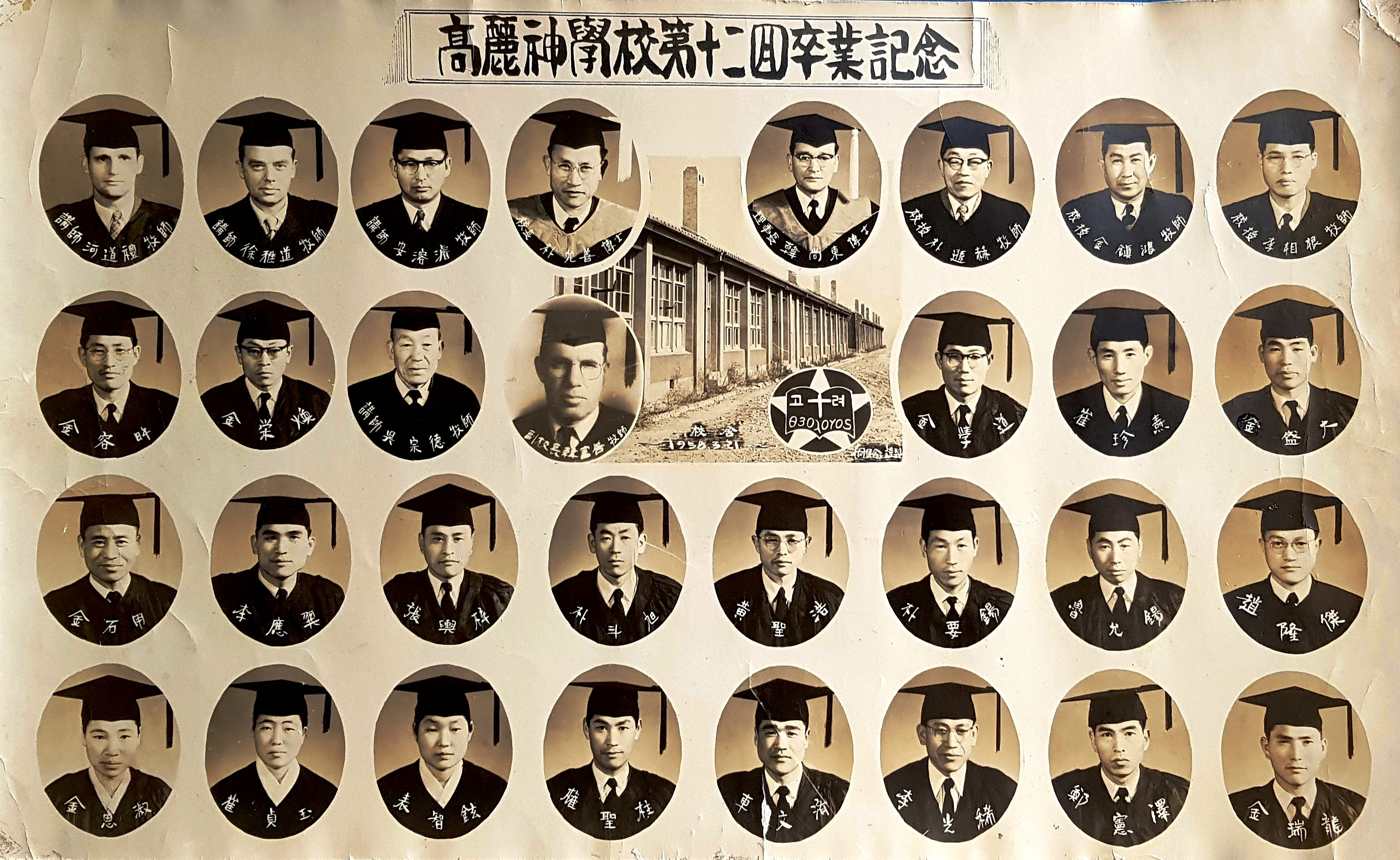
1958년도 고려신학교 제 12회 졸업생 사진, 졸업생 서울 숭신교회 노윤석 목사 보관
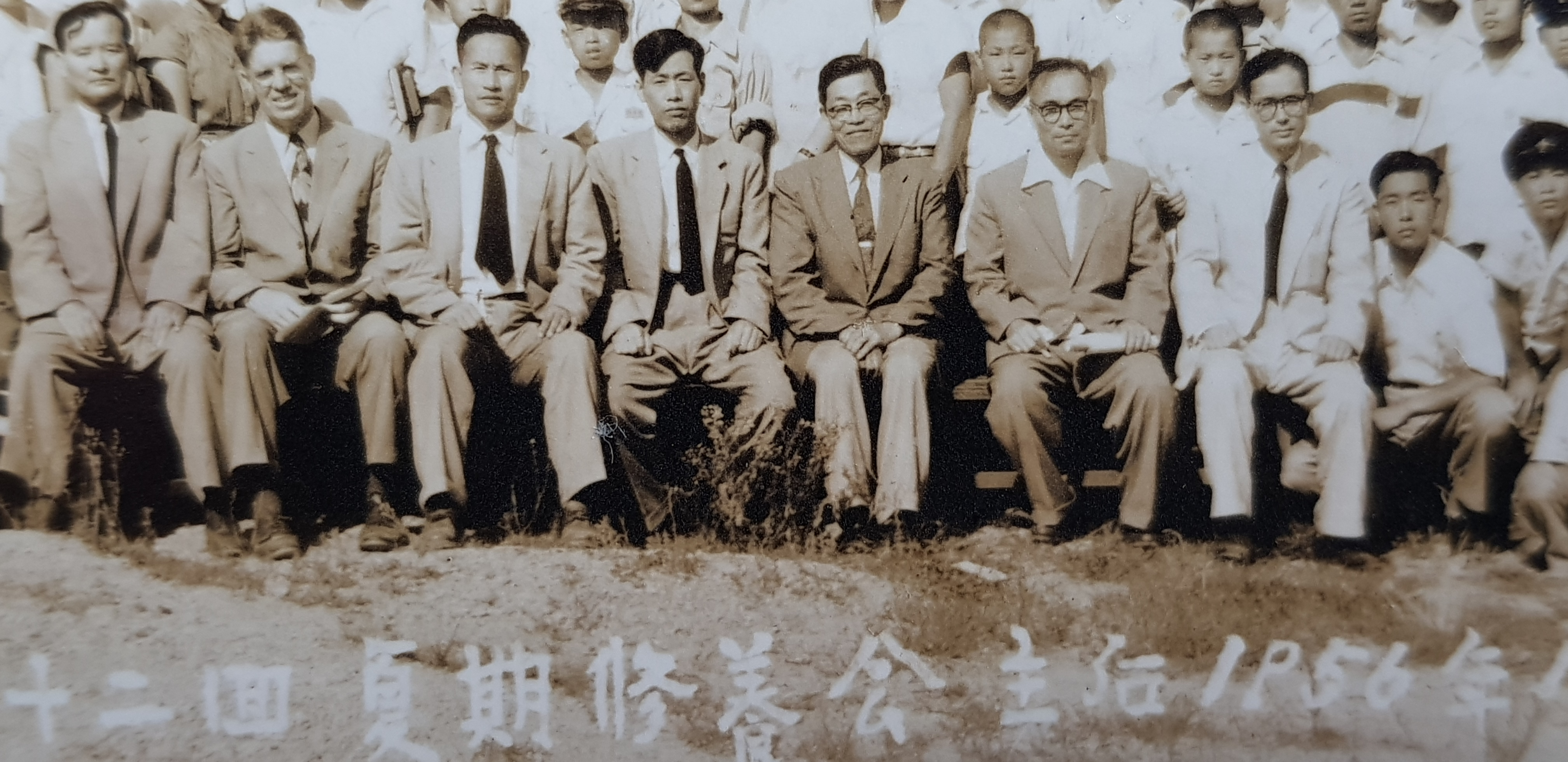
고려신학교 교수들, 좌로부터 한상동, 한부선, 박윤선, 전칠홍, 박손혁, 1956년

## 같이 보기
- 노윤석
- 박윤선
- 이인재
- 길선주
- 한상동
- 김병철 (기업인)
- 개혁주의
- 한국의 목회자 목록
- 사광욱

## 참고 문헌
- 『교회용어사전』, 648, (생명의 말씀사, 2000)